# Eriachne filiformis
Eriachne filiformis là một loài thực vật có hoa trong họ Hòa thảo. Loài này được Hartley mô tả khoa học đầu tiên năm 1942.